# Elezioni presidenziali negli Stati Uniti d'America del 1948
Le elezioni presidenziali negli Stati Uniti d'America del 1948 si svolsero il 2 novembre. La sfida oppose il candidato repubblicano Thomas Edmund Dewey e il vicepresidente democratico uscente Harry S Truman.
Queste elezioni sono tuttora ricordate per uno dei più clamorosi errori di previsione dei sondaggisti, che, sopravvalutando due candidati democratici dissidenti (il progressista Wallace e il segregazionista Thurmond), avevano attribuito un larghissimo vantaggio a Dewey, mentre risultò eletto Truman con un largo margine di grandi elettori. Clamoroso fu il titolo del Chicago Tribune che, il giorno seguente, annunciò la vittoria di Dewey, andando in stampa prim'ancora che lo spoglio giungesse a una ragionevole soglia d'attendibilità, tanto pareva certa la vittoria dei repubblicani. L'inatteso fallimento sottrasse denaro e clienti alle agenzie sondaggistiche.
Lo slogan della campagna elettorale di Truman, Give 'em Hell ("Date loro l'inferno") compare nella bandiera di battaglia della portaerei a propulsione nucleare USS Harry S. Truman (CVN-75) a lui intitolata.

## Risultati
| Candidati             | Candidati               | Partiti                           | Voti       | %     | Delegati |
| Presidente            | Vicepresidente          | Partiti                           | Voti       | %     | Delegati |
| --------------------- | ----------------------- | --------------------------------- | ---------- | ----- | -------- |
| Harry S. Truman (MO)  | Alben W. Barkley (KY)   | Partito Democratico               | 24 179 347 | 49,55 | 303      |
| Thomas E. Dewey (NY)  | Earl Warren (CA)        | Partito Repubblicano              | 21 991 292 | 45,07 | 189      |
| Strom Thurmond (SC)   | Fielding L. Wright (MS) | Dixiecrat                         | 1 175 946  | 2,41  | 39       |
| Henry A. Wallace (IA) | Glen H. Taylor (ID)     | Partito Progressista              | 1 157 328  | 2,37  | –        |
| Norman Thomas (NY)    | Tucker P. Smith (MI)    | Partito Socialista d'America      | 139 570    | 0,29  | –        |
| Claude A. Watson      | Dale Learn (PA)         | Partito Proibizionista            | 103 708    | 0,21  | –        |
| Edward Teichert       | Stephen Emery           | Socialist Labor Party of America  | 29 244     | 0,06  | –        |
| Farrell Dobbs         | Grace Carlson           | Partito Socialista dei Lavoratori | 13 613     | 0,03  | –        |
| Write-ins             | -                       | -                                 | 4 517      | 0,01  | –        |
| Totale                | Totale                  | Totale                            | 48 794 565 | 100   | 531      |

| Harry S. Truman  |  | 49,55% |
| Thomas E. Dewey  |  | 45,07% |
| Strom Thurmond   |  | 2,41%  |
| Henry A. Wallace |  | 2,37%  |
| Altri            |  | 0,60%  |

     Truman (303)
     Dewey (189)
     Thurmond (39)